# ساتوكو إيشيمين
ساتوكو إيشيمين (باليابانية: 石嶺 聡子، بالروماجي: Ishimine Satoko؛ 3 أكتوبر 1975)، هي مغنية مؤلفة يابانية. اشتهرت ساتوكو عندما فازت بالجائزة الكبرى لمهرجان ناغازاكي الموسيقى السنوي السادس عشر عندما كانت تبلغ 16 عاما، وحينها وقعت عقد تسجيل مع إيمي توشيبا.
بعد تخرجها من المدرسة الثانوية، سافرت ساتوكو إلى لوس أنجلوس، كاليفورنيا، لتلقى دروسًا تدريبية في الغناء والرقص. في نوفمبر 1994، أصدرت أول أغنية لها باسم «السبت، القلم وساعة اليد» (باليابانية: Doyōbi to Pen to Udedokei).
في مارس 1995، فازت بالجائزة الأولى في مسابقة الغناء الوافد الجديد الخامسة لهيئة الإذاعة اليابانية. وفي مايو، أصدرت أغنية مقلدة للأغنية الشهيرة «هانا» لشوكيتشي كينا فيل فيلم «برج هيميوري»، وحصلت على مبيعات بأكثر من 500000 نسخة، وأختيرت للمشاركة في «مهرجان الأغنية في نهاية العام» السنوي لهيئة الإذاعة اليابانية.

## حياتها ومشوارها

### النشأة
ولدت ساتوكو إيشيمين في مدينة ناها، محافظة أوكيناوا، اليابان. بدأت تحلم بأن تصبح مغنية محترفة عندما كانت في العاشرة من عمرها.

### النجاح والنضال
خلال السنوات الأولى من مسيرتها المهنية، أسست إيشيمين شعبيتها للجمهور كمطربة في أوكينوا، خاصة بعد أغنيتها الثالثة المقلدة «هانا». بعد خمس سنوات، بدأت في كتابة كلمات الأغنية التي كانت ترغب بشدة في التعبير عن نفسها بكلماتها الخاصة. حوالي عام 2000، بدأت في العزف على الإيثار الصوتي لبناء أسلوبها الخاص من أداء موسيقي مستقل داخل نفسها.

## ديسكوغرافيا

### الألبومات
| السنة | الألبوم                    | المنتج      |
| ----- | -------------------------- | ----------- |
| 1995  | بريء INNOCENT              | Toshiba EMI |
| 1995  | موقف situation             | Toshiba EMI |
| 1996  | شغف passion                | Toshiba EMI |
| 1996  | جيل GENERATION             | Toshiba EMI |
| 1997  | خيال Imagination           | Toshiba EMI |
| 2001  | خزانة Closet               | Toshiba EMI |
| 2003  | بلوني بلوني Bloomy Balloon | PRHYTHM     |

### الأغاني المنفردة
| السنة | الأغنية                                           |
| ----- | ------------------------------------------------- |
| 1994  | Doyōbi to Pen to Udedokei                         |
| 1995  | انا هنا Watashi Ga Iru                            |
| 1995  | زهرة Hana                                         |
| 1996  | أنا لست بحاجة لذلك Namida Wa Iranai               |
| 1996  | الغيوم بعد الغيوم Kumori Nochi Hare               |
| 1996  | فتاة الحرية Liberty Girl                          |
| 1997  | لا بد لي من القيام بذلك Hajimete Wo Sagasanakucha |
| 1997  | أنت لا تعلم You don't know                        |
| 1998  | لا تعتمد علي Omoikiri Naitemo Iiyo                |
| 1998  | وداعا Bye-bye                                     |
| 2003  | تكاسل Utatane                                     |
| 2013  | هذا العالم Konosekaio                             |
| 2013  | عشر سنوات من العمر ten-year-old                   |
| 2013  | هدية Okurimono                                    |

## روابط خارجية
- ساتوكو إيشيمين على موقع ميوزك برينز (الإنجليزية)
- ساتوكو إيشيمين على موقع ديسكوغز (الإنجليزية)
- الموقع الرسمي